# Campeonato Mundial de Snowboard de 2021 - Snowboard cross masculino
A prova do Snowboard cross masculino do Campeonato Mundial de Snowboard de 2021 ocorreu nos dias 9 de fevereiro e 11 de fevereiro em Idre na Suécia. 

## Medalhistas
| Ouro                | Prata                     | Bronze              |
| Lucas Eguibar (ESP) | Alessandro Hämmerle (AUT) | Éliot Grondin (CAN) |

## Resultados

### Qualificação
Um total de 49 snowboarders participaram da competição.  A prova ocorreu no dia 9 de fevereiro com início  às 10:45.  Os 32 melhores avançaram para a fase final.
| Colocação | Bib | Nome                  | Nacionalidade            | Descida 1 | Colocação | Descida 2 | Colocação | Melhor  | Notas |
| --------- | --- | --------------------- | ------------------------ | --------- | --------- | --------- | --------- | ------- | ----- |
| 1         | 5   | Alessandro Hämmerle   | Áustria                  | 1:17.68   | 1         |           |           | 1:17.68 | Q     |
| 2         | 9   | Merlin Surget         | França                   | 1:17.90   | 2         |           |           | 1:17.90 | Q     |
| 3         | 13  | Lucas Eguibar         | Espanha                  | 1:18.00   | 3         |           |           | 1:18.00 | Q     |
| 4         | 8   | Éliot Grondin         | Canadá                   | 1:18.09   | 4         |           |           | 1:18.09 | Q     |
| 5         | 19  | Kalle Koblet          | Suíça                    | 1:18.50   | 5         |           |           | 1:18.50 | Q     |
| 6         | 15  | Hagen Kearney         | Estados Unidos           | 1:18.60   | 6         |           |           | 1:18.60 | Q     |
| 7         | 6   | Yoshiki Takahara      | Japão                    | 1:18.99   | 7         |           |           | 1:18.99 | Q     |
| 8         | 14  | Martin Nörl           | Alemanha                 | 1:19.14   | 8         |           |           | 1:19.14 | Q     |
| 9         | 11  | Adam Lambert          | Áustria                  | 1:19.14   | 8         |           |           | 1:19.14 | Q     |
| 10        | 10  | Jake Vedder           | Estados Unidos           | 1:19.15   | 10        |           |           | 1:19.15 | Q     |
| 11        | 36  | Liam Moffatt          | Canadá                   | 1:19.33   | 11        |           |           | 1:19.33 | Q     |
| 12        | 7   | Glenn de Blois        | Países Baixos            | 1:19.47   | 12        |           |           | 1:19.47 | Q     |
| 13        | 23  | Lukas Pachner         | Áustria                  | 1:19.75   | 13        |           |           | 1:19.75 | Q     |
| 14        | 25  | Mick Dierdorff        | Estados Unidos           | 1:19.85   | 14        |           |           | 1:19.85 | Q     |
| 15        | 2   | Jakob Dusek           | Áustria                  | 1:20.01   | 15        |           |           | 1:20.01 | Q     |
| 16        | 26  | Jarryd Hughes         | Austrália                | 1:20.04   | 16        |           |           | 1:20.04 | Q     |
| 17        | 16  | Lorenzo Sommariva     | Itália                   | 1:20.80   | 23        | 1:16.64   | 1         | 1:16.64 | q     |
| 18        | 3   | Omar Visintin         | Itália                   | 1:20.72   | 22        | 1:17.66   | 2         | 1:17.66 | q     |
| 19        | 18  | Léo Le Blé Jaques     | França                   | 1:20.59   | 20        | 1:18.55   | 3         | 1:18.55 | q     |
| 20        | 12  | Paul Berg             | Alemanha                 | 1:20.06   | 17        | 1:18.68   | 4         | 1:18.68 | q     |
| 21        | 24  | Loan Bozzolo          | França                   | 1:22.75   | 41        | 1:18.85   | 5         | 1:18.85 | q     |
| 22        | 21  | Nick Watter           | Suíça                    | 1:21.11   | 26        | 1:18.87   | 6         | 1:18.87 | q     |
| 23        | 28  | Kevin Hill            | Canadá                   | 1:21.10   | 25        | 1:19.07   | 7         | 1:19.07 | q     |
| 24        | 27  | Shinya Momono         | Japão                    | 1:21.60   | 34        | 1:19.08   | 8         | 1:19.08 | q     |
| 25        | 39  | Jan Kubičík           | Chéquia                  | 1:20.41   | 19        | 1:19.12   | 9         | 1:19.12 | q     |
| 26        | 1   | Alex Deibold          | Estados Unidos           | 1:21.64   | 35        | 1:19.20   | 10        | 1:19.20 | q     |
| 27        | 17  | Adam Dickson          | Austrália                | 1:21.76   | 38        | 1:19.21   | 11        | 1:19.21 | q     |
| 28        | 43  | Radek Houser          | Chéquia                  | 1:20.65   | 21        | 1:19.28   | 12        | 1:19.28 | q     |
| 29        | 35  | Michele Godino        | Itália                   | DNF       | DNF       | 1:19.36   | 13        | 1:19.36 | q     |
| 30        | 4   | David Pickl           | Áustria                  | 1:21.88   | 40        | 1:19.52   | 14        | 1:19.52 | q     |
| 31        | 42  | Daniil Dilman         | Federação Russa de Esqui | 1:21.30   | 30        | 1:19.73   | 15        | 1:19.73 | q     |
| 32        | 48  | Jakub Žerava          | Chéquia                  | 1:21.26   | 29        | 1:19.88   | 16        | 1:19.88 | q     |
| 33        | 32  | Nicola Lubasch        | Suíça                    | 1:29.65   | 48        | 1:19.89   | 17        | 1:19.89 |       |
| 34        | 20  | Senna Leith           | Estados Unidos           | 1:21.22   | 27        | 1:20.02   | 18        | 1:20.02 |       |
| 35        | 34  | Umito Kirchwehm       | Alemanha                 | 1:24.33   | 44        | 1:20.05   | 19        | 1:20.05 |       |
| 36        | 29  | Quentin Sodogas       | França                   | 1:20.27   | 18        | 1:20.08   | 20        | 1:20.08 |       |
| 37        | 31  | Colby Graham          | Canadá                   | 1:21.46   | 31        | 1:20.12   | 21        | 1:20.12 |       |
| 38        | 30  | Leon Beckhaus         | Alemanha                 | 1:21.69   | 36        | 1:20.19   | 22        | 1:20.19 |       |
| 39        | 40  | Woo Jin               | Coreia do Sul            | 1:21.75   | 37        | 1:20.20   | 23        | 1:20.20 |       |
| 40        | 33  | Regino Hernández      | Espanha                  | 1:21.25   | 28        | 1:20.31   | 24        | 1:20.31 |       |
| 41        | 38  | Andrey Anisimov       | Federação Russa de Esqui | 1:21.49   | 32        | 1:20.83   | 25        | 1:20.83 |       |
| 42        | 45  | Álvaro Romero         | Espanha                  | 1:20.87   | 24        | DNF       | DNF       | 1:20.87 |       |
| 43        | 37  | Steven Williams       | Argentina                | 1:21.51   | 33        | 1:21.09   | 26        | 1:21.09 |       |
| 44        | 41  | Daniil Donskikh       | Federação Russa de Esqui | 1:23.48   | 42        | 1:21.66   | 27        | 1:21.66 |       |
| 45        | 22  | Filippo Ferrari       | Itália                   | 1:21.77   | 39        | DNF       | DNF       | 1:21.77 |       |
| 46        | 46  | Bernat Ribera         | Espanha                  | 1:24.85   | 45        | 1:22.80   | 28        | 1:22.80 |       |
| 47        | 44  | Noah Bethonico        | Brasil                   | 1:23.68   | 43        | 1:25.28   | 30        | 1:23.68 |       |
| 48        | 49  | Anton Karpov          | Ucrânia                  | 1:26.31   | 46        | 1:24.80   | 29        | 1:24.80 |       |
| 49        | 47  | Roman Aleksandrovskyy | Ucrânia                  | 1:28.35   | 47        | 1:27.60   | 31        | 1:27.60 |       |
| 50        | 50  | Victor-Segundo Chávez | Peru                     | DNF       | DNF       | DNF       | DNF       | DNF     | DNF   |

### Fase eliminatória
Esses foram os resultados finais. 

#### Oitavas de final
| Posição | Bib | Nome                | Nacionalidade | Notas |
| ------- | --- | ------------------- | ------------- | ----- |
| 1       | 16  | Jarryd Hughes       | Austrália     | Q     |
| 2       | 1   | Alessandro Hämmerle | Áustria       | Q     |
| 3       | 17  | Lorenzo Sommariva   | Itália        |       |
| 4       | 32  | Jakub Žerava        | Chéquia       |       |

| Posição | Bib | Nome           | Nacionalidade | Notas |
| ------- | --- | -------------- | ------------- | ----- |
| 1       | 5   | Kalle Koblet   | Suíça         | Q     |
| 2       | 12  | Glenn de Blois | Países Baixos | Q     |
| 3       | 21  | Loan Bozzolo   | França        |       |
| 4       | 28  | Radek Houser   | Chéquia       |       |

| Posição | Bib | Nome              | Nacionalidade  | Notas |
| ------- | --- | ----------------- | -------------- | ----- |
| 1       | 3   | Lucas Eguibar     | Espanha        | Q     |
| 2       | 19  | Léo Le Blé Jaques | França         | Q     |
| 3       | 14  | Mick Dierdorff    | Estados Unidos |       |
| 4       | 30  | David Pickl       | Áustria        |       |

| Posição | Bib | Nome             | Nacionalidade  | Notas |
| ------- | --- | ---------------- | -------------- | ----- |
| 1       | 10  | Jake Vedder      | Estados Unidos | Q     |
| 2       | 23  | Kevin Hill       | Canadá         | Q     |
| 3       | 26  | Alex Deibold     | Estados Unidos |       |
| 4       | 7   | Yoshiki Takahara | Japão          |       |

| Posição | Bib | Nome          | Nacionalidade | Notas |
| ------- | --- | ------------- | ------------- | ----- |
| 1       | 8   | Martin Nörl   | Alemanha      | Q     |
| 2       | 24  | Shinya Momono | Japão         | Q     |
| 3       | 25  | Jan Kubičík   | Chéquia       |       |
| 4       | 9   | Adam Lambert  | Áustria       |       |

| Posição | Bib | Nome           | Nacionalidade | Notas |
| ------- | --- | -------------- | ------------- | ----- |
| 1       | 4   | Éliot Grondin  | Canadá        | Q     |
| 2       | 20  | Paul Berg      | Alemanha      | Q     |
| 3       | 13  | Lukas Pachner  | Áustria       |       |
| 4       | 29  | Michele Godino | Itália        |       |

| Posição | Bib | Nome          | Nacionalidade  | Notas |
| ------- | --- | ------------- | -------------- | ----- |
| 1       | 6   | Hagen Kearney | Estados Unidos | Q     |
| 2       | 11  | Liam Moffatt  | Canadá         | Q     |
| 3       | 27  | Adam Dickson  | Austrália      |       |
| 4       | 22  | Nick Watter   | Suíça          |       |

| Posição | Bib | Nome          | Nacionalidade            | Notas |
| ------- | --- | ------------- | ------------------------ | ----- |
| 1       | 2   | Merlin Surget | França                   | Q     |
| 2       | 15  | Jakob Dusek   | Áustria                  | Q     |
| 3       | 18  | Omar Visintin | Itália                   |       |
| 4       | 31  | Daniil Dilman | Federação Russa de Esqui |       |

#### Quartas de final
| Posição | Bib | Nome                | Nacionalidade | Notas |
| ------- | --- | ------------------- | ------------- | ----- |
| 1       | 1   | Alessandro Hämmerle | Áustria       | Q     |
| 2       | 8   | Martin Nörl         | Alemanha      | Q     |
| 3       | 16  | Jarryd Hughes       | Austrália     |       |
| 4       | 24  | Shinya Momono       | Japão         |       |

| Posição | Bib | Nome              | Nacionalidade  | Notas |
| ------- | --- | ----------------- | -------------- | ----- |
| 1       | 3   | Lucas Eguibar     | Espanha        | Q     |
| 2       | 11  | Liam Moffatt      | Canadá         | Q     |
| 3       | 19  | Léo Le Blé Jaques | França         |       |
| 4       | 6   | Hagen Kearney     | Estados Unidos |       |

| Posição | Bib | Nome           | Nacionalidade | Notas |
| ------- | --- | -------------- | ------------- | ----- |
| 1       | 4   | Éliot Grondin  | Canadá        | Q     |
| 2       | 20  | Paul Berg      | Alemanha      | Q     |
| 3       | 12  | Glenn de Blois | Países Baixos |       |
| 4       | 5   | Kalle Koblet   | Suíça         |       |

| Posição | Bib | Nome          | Nacionalidade  | Notas |
| ------- | --- | ------------- | -------------- | ----- |
| 1       | 15  | Jakob Dusek   | Áustria        | Q     |
| 2       | 2   | Merlin Surget | França         | Q     |
| 3       | 10  | Jake Vedder   | Estados Unidos |       |
| 4       | 23  | Kevin Hill    | Canadá         |       |

#### Semifinal
| Posição | Bib | Nome                | Nacionalidade | Notas |
| ------- | --- | ------------------- | ------------- | ----- |
| 1       | 1   | Alessandro Hämmerle | Áustria       | Q     |
| 2       | 4   | Éliot Grondin       | Canadá        | Q     |
| 3       | 8   | Martin Nörl         | Alemanha      |       |
| 4       | 20  | Paul Berg           | Alemanha      |       |

| Posição | Bib | Nome          | Nacionalidade | Notas |
| ------- | --- | ------------- | ------------- | ----- |
| 1       | 15  | Jakob Dusek   | Áustria       | Q     |
| 2       | 3   | Lucas Eguibar | Espanha       | Q     |
| 3       | 2   | Merlin Surget | França        |       |
| 4       | 11  | Liam Moffatt  | Canadá        |       |

#### Final
Pequena final
| Posição | Bib | Nome          | Nacionalidade | Notas |
| ------- | --- | ------------- | ------------- | ----- |
| 5       | 8   | Martin Nörl   | Alemanha      |       |
| 6       | 20  | Paul Berg     | Alemanha      |       |
| 7       | 11  | Liam Moffatt  | Canadá        |       |
| 8       | 2   | Merlin Surget | França        |       |

Grande final
| Posição           | Bib | Nome                | Nacionalidade | Notas |
| ----------------- | --- | ------------------- | ------------- | ----- |
| Medalha de ouro   | 3   | Lucas Eguibar       | Espanha       |       |
| Medalha de prata  | 1   | Alessandro Hämmerle | Áustria       |       |
| Medalha de bronze | 4   | Éliot Grondin       | Canadá        |       |
| 4                 | 15  | Jakob Dusek         | Áustria       |       |

Legenda
| Recorde mundial       | Recorde mundial (World record)               |                       | Recorde africano                      | Recorde africano (African) |                                           | Q | Classificado por posição (Qualified) |
| Recorde do campeonato | Recorde do campeonato (Championship record)  | Recorde da América    | Recorde da América (Americas)         | q                          | Classificado por melhor tempo (Qualified) |   |                                      |
| Melhor marca do ano   | Melhor marca do ano (World leading)          | Recorde asiático      | Recorde asiático (Asian)              | DNS                        | Não largou (Did not start)                |   |                                      |
| Recorde nacional      | Recorde nacional (National record)           | Recorde europeu       | Recorde europeu (European)            | DNF                        | Não terminou (Did not finish)             |   |                                      |
| Recorde pessoal       | Recorde pessoal do atleta (Personal best)    | Recorde da Oceania    | Recorde da Oceania (Oceania)          | DSQ / DQ                   | Desclassificado (Disqualified)            |   |                                      |
| Recorde da temporada  | Recorde da temporada do atleta (Season best) | Recorde sul-americano | Recorde sul-americano (South America) | NM                         | Sem marca (No mark)                       |   |                                      |